# Girolamo Bonaparte
Girolamo Bonaparte (Ajaccio, 15 novembre 1784 – Villegénis, 24 giugno 1860) fu re di Vestfalia (1807 – 1813), principe di Montfort (1816 – 1860) e maresciallo di Francia dal 1850.

## Biografia

### Infanzia
Nacque ad Ajaccio da Carlo Maria Bonaparte e da Maria Letizia Ramolino, ultimo fratello di Napoleone Bonaparte.

### Carriera militare
Uscito dal collegio di Jully, dove compì i suoi studi, entrò nel gennaio del 1800 in Marina e l'anno successivo ottenne il grado di guardiamarina. Suo cognato, il generale Victor Emanuel Leclerc, lo condusse con sé a Santo Domingo, dove si recava per sedare la rivolta di Toussaint Louverture. Tornato in Francia con importanti messaggi per Napoleone, ripartì per la Martinica al comando della nave L'Épervier e con la ripresa delle ostilità contro l'Inghilterra, ricevette l'ordine di incrociare di fronte alla rada di Saint-Pierre e dell'isola di Tobago. 

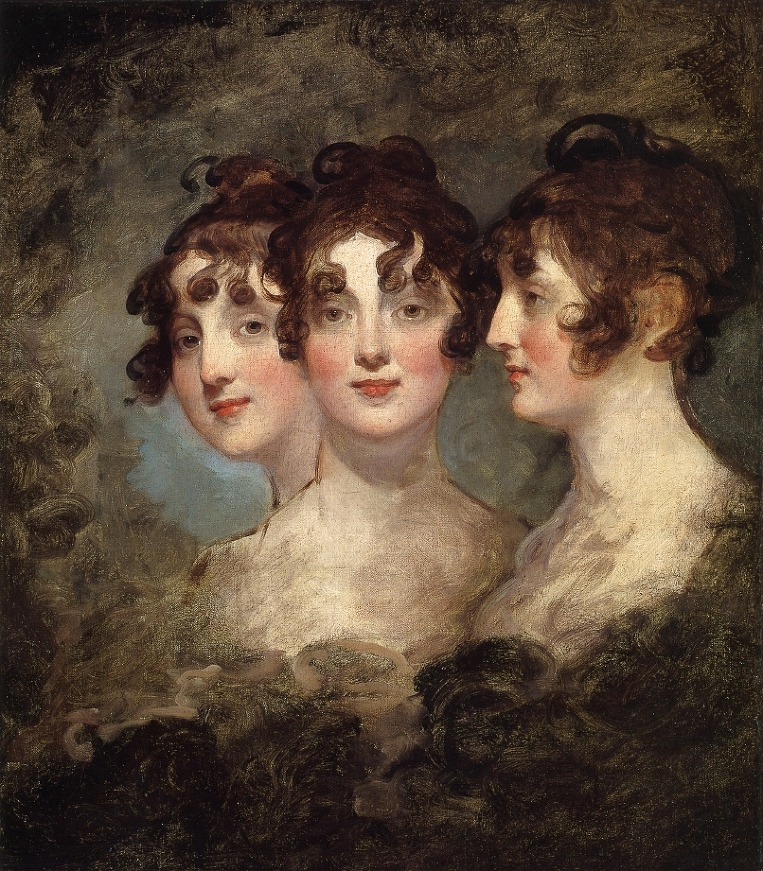
Ritratto a tripla imagine di Elisabetta Patterson nel 1804

Costretto dopo alcuni mesi dalla marina britannica a rinunciare a questa sorveglianza, si recò a New York, dove sposò la figlia minorenne di William Patterson, Elisabetta Patterson. Il matrimonio fu annullato in Francia nel 1805 nonostante fosse già nato a Londra il figlio Girolamo Napoleone. Rientrato fortunosamente in Francia nel 1805, fu incaricato dal fratello imperatore di andare ad Algeri a recuperare 250 genovesi prigionieri del Bey Hussein che li tratteneva come schiavi: il successo di questa missione gli valse il titolo di capitano di vascello.
Dal comando di un vascello, Le Vétéran, passò a quello di una squadra di otto vascelli che condusse nel 1806 alla Martinica. Una tempesta di vento disperse la squadra e lui ne approfittò per abbandonare la squadra e tornarsene con Le Vétéran in Francia, senza avvisare il comandante ammiraglio Willaumez. Inseguito dagli inglesi riuscì, grazie anche all'abilità del suo pilota Jean Marie Furic, a riparare a Concarneau (Bretagna).
In Francia fu nominato quello stesso anno contrammiraglio, principe di Francia, con una rendita di un milione, fu decorato della Grand'Aquila della Legion d'Onore e ritrovò il suo posto nell'ambito della famiglia Bonaparte.

### Re di Vestfalia

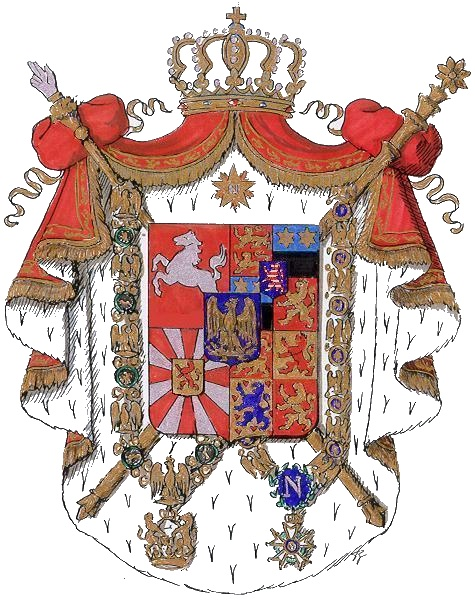
Stemma del Regno di Vestfalia

Ad agosto del 1807 sposò Caterina di Württemberg, figlia del re Federico I di Württemberg e subito dopo il fratello imperatore lo fece re di Vestfalia, mandandolo a risiedere nel castello di Wilhelmshöhe a Kassel, in Germania. Il regno, vassallo dell'Impero francese, ebbe un ruolo fondamentale nel supporto e nel sostentamento finanziario delle truppe francesi durante le guerre napoleoniche sul fronte orientale, in particolar modo durante la campagna di Russia.
Giovane, spensierato e frivolo, mancava spesso di prudenza e moderazione, condusse una vita di divertimenti e si circondò di amanti. Napoleone gli affiancò due ministri, Beugnot e Reinhart, perché si occupassero dell'amministrazione, ma per loro fu molto difficile controllare il giovane scapestrato.
A novembre dello stesso anno Girolamo diede al novello regno un regime costituzionale sul modello francese, ma la sua amministrazione lasciò parecchio a desiderare per l'eccesso di spese e di tasse.

### Dalla marina all'esercito

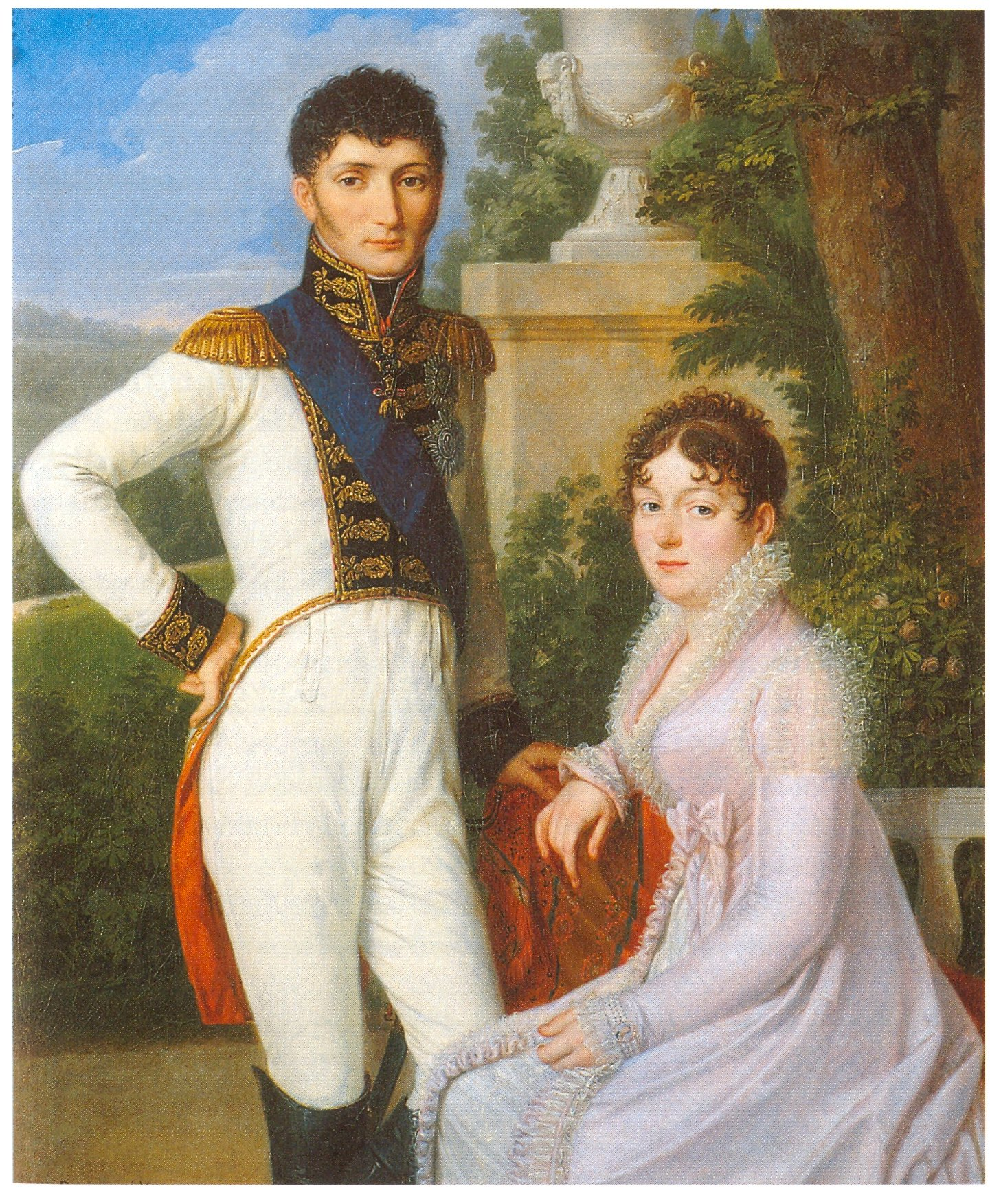
Girolamo e Caterina, re e regina di Vestfalia

Nell'agosto 1807 lasciò la marina per assumere il comando delle truppe bavaresi e del Württemberg con le quali occupò la Slesia sottraendola al re di Prussia, il che gli varrà, tre mesi dopo la pace di Tilsit, il grado di generale di divisione. Nel 1812, lasciato il governo della Vestfalia agli amministratori, seguì Napoleone nella Campagna di Russia con il comando di uno dei dodici corpi d'armata di cui era costituita la Grande Armée (24 giugno 1812). Qui non si distinse certo per bravura, tanto che nemmeno un mese dopo, rimproverato severamente dal fratello per il mancato intervento contro le truppe del generale russo Bagration, si adontò e si dimise tornandosene in Vestfalia.
Durante i Cento giorni ricevette dal fratello il comando di una divisione nel II Corpo d'armata del generale Reille, ma non diede neppure in questa occasione una buona prova di sé: nell'ambito della battaglia di Waterloo attaccò insistentemente il nemico ad Hougoumont (un obiettivo di scarsa importanza), provocando gravi perdite nella sua divisione e costringendo il suo comandante a distogliere forze preziose in altro settore per toglierlo dai guai.

### Perdita del Regno
Dopo i disastri del 1812 e 1813 dovette abbandonare il regno di Vestfalia, ma la moglie Caterina non lo lasciò e lo accompagnò a Parigi. Nel marzo 1814 si dovettero separare, lei rientrò nel Württemberg e lui accompagnò l'imperatrice Maria Luisa d'Asburgo-Lorena a Blois. Dopo l'abdicazione di Napoleone tornò alla corte del Württemberg. Nel 1815 si trovava con la moglie a Trieste quando la notizia del ritorno del fratello dall'esilio dell'isola d'Elba lo riportò a Parigi.

### Esilio

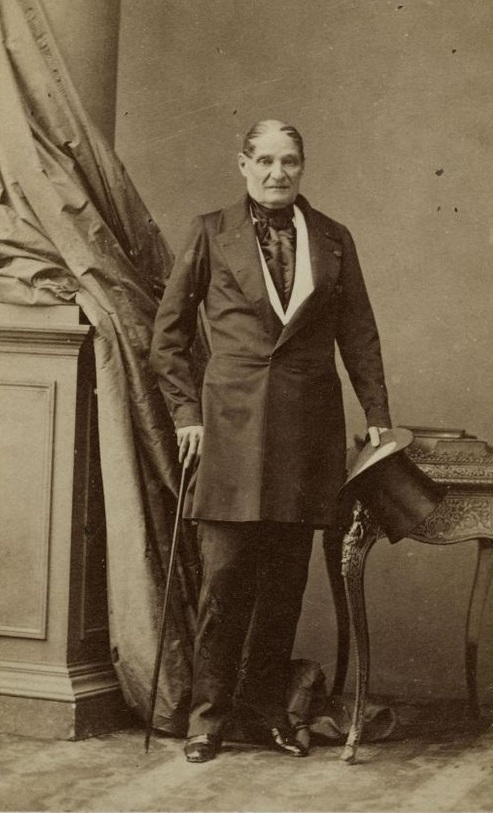
Fotografia di metà Ottocento di Girolamo Bonaparte, tra l'altro l'unico dei fratelli di Napoleone di cui si abbiano ritratti fotografici

La caduta definitiva del fratello imperatore costrinse Girolamo ad allontanarsi dalla Francia ed a rientrare alla corte del suocero. Qui gli fu dato il castello di Ellwangen con l'obbligo di risiedervi con la moglie. Nel giugno 1816, poco prima di morire, il suocero lo creò principe di Montfort. Il mese successivo si trasferì a Vienna con la famiglia per incontrare la sorella Carolina, vedova di Gioacchino Murat.
Da allora risiedette alternativamente a Vienna ed a Trieste dove acquistò la villa del barone Cassis (poi Necker). Tuttavia il ministro Metternich non tollerò la presenza di un Bonaparte in una città marittima dell'impero austriaco. Il 26 marzo 1823 Girolamo fu costretto ad abbandonare Trieste e, dopo aver ottenuto il permesso dalle autorità pontificie, proseguì il suo esilio a Roma dove lo attendeva sua madre, Maria Letizia Ramolino, ed altri membri della famiglia imperiale. Nella città eterna acquistò dal fratello Luciano Bonaparte Palazzo Nunes. Dal 1825 il principe di Montfort iniziò a frequentare Porto San Giorgio e Fermo nelle Marche, dimorando dal 1827 presso il palazzo Nannerini a Fermo (oggi Palazzo Monsignani-Sassatelli, sede della Prefettura), dove, a partire dal 1810, era vissuto il Viceré del Regno Italico Eugenio, figliastro di Napoleone. Dal 1829 al 1831 Girolamo si stabilì con la famiglia a Porto San Giorgio nella villa Caterina, costruita in stile neoclassico su progetto dell'architetto Ireneo Aleandri. Dopo il fallimento dei moti del 1831 nel Fermano ed il ripristino dello Stato Pontificio, su ordine delle autorità pontificie, Girolamo fu costretto a lasciare la villa, che fu acquisita dalla Camera Apostolica.
Deceduta la moglie Caterina nel 1835, nel 1840 sposò in segreto una nobildonna italiana, Giustina Pecori-Suárez (1811–1903), vedova del marchese Luigi Bartolini-Baldelli, con il solo rito religioso, a Firenze. Solo nel 1853 il matrimonio venne reso pubblico e celebrato a Parigi con cerimonia civile.

### Presidenza del Senato francese sotto Napoleone III e morte

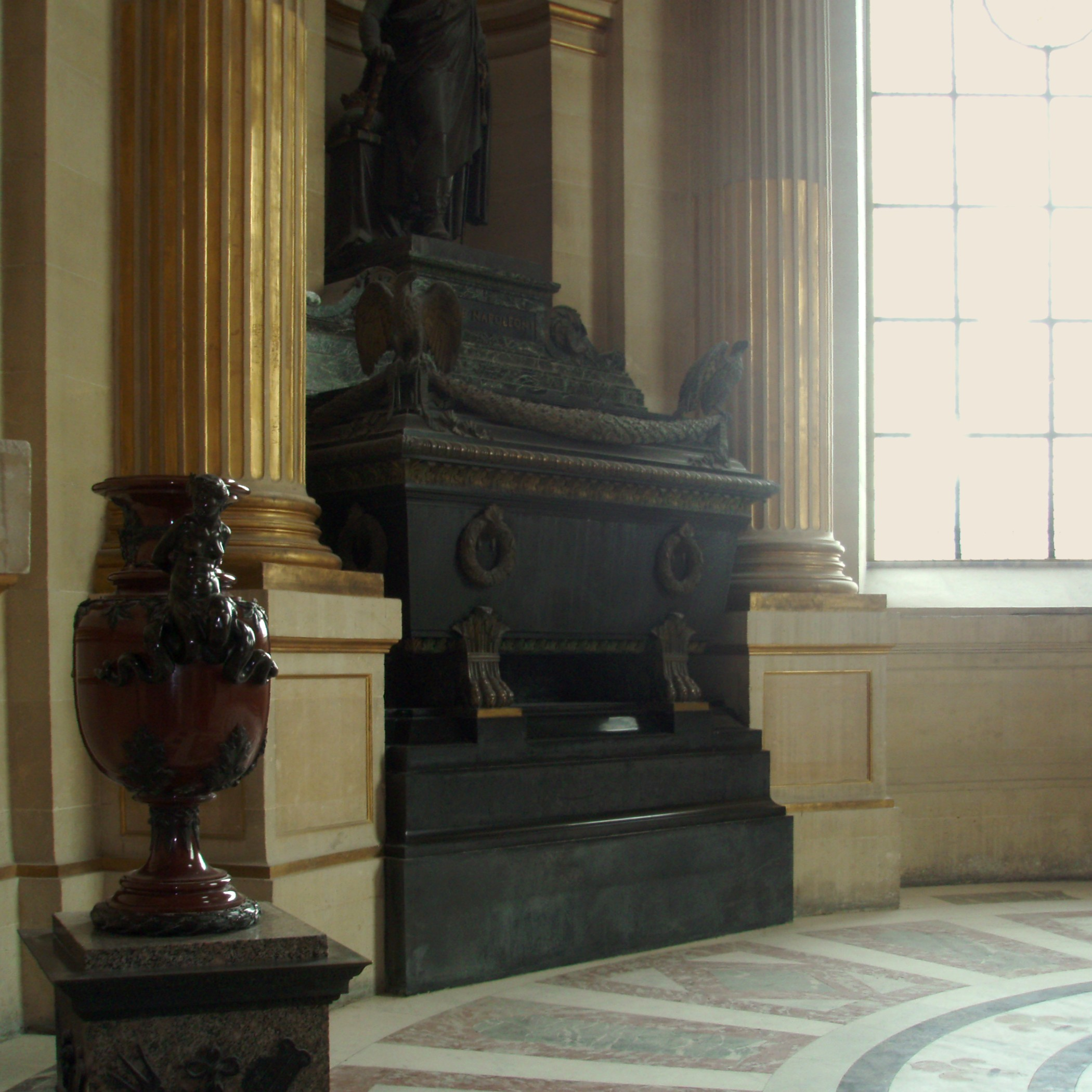
Tomba di Girolamo Bonaparte

Girolamo Bonaparte rientrò in Francia dopo gli avvenimenti del febbraio 1848, vivendo a Parigi una vita ritirata, in un appartamento situato al numero 3 della rue d'Alger. La popolarità politica crescente di suo nipote, il principe Luigi Napoleone e futuro Napoleone III di Francia, lo costringeva infatti a mantenersi in disparte per non ostacolare le attività politiche del parente. Questo atteggiamento cessò con la nomina di Luigi alla presidenza, ottenuta con sei milioni di voti. A questo punto Girolamo venne nominato il 23 dicembre 1848 governatore generale dell'Hôtel des Invalides e Maresciallo di Francia il 1º gennaio 1850. Divenne successivamente presidente del Senato nel 1851 e fu reintegrato, dopo il ristabilimento dell'Impero, del titolo e degli onori di Principe imperiale nel 1852.
Le sue spoglie riposano nella cattedrale di Saint Louis des Invalides. La tomba è situata accanto al grande sarcofago di Napoleone, insieme a quella del fratello più grande Giuseppe Bonaparte, dei generali Duroc e Bertrand e del nipote, il Re di Roma.
Fu iniziato alla Massoneria nella Loggia La Paix di Tolone. 
Le sue memorie e corrispondenze sono state pubblicate nel 1863.

## Discendenza

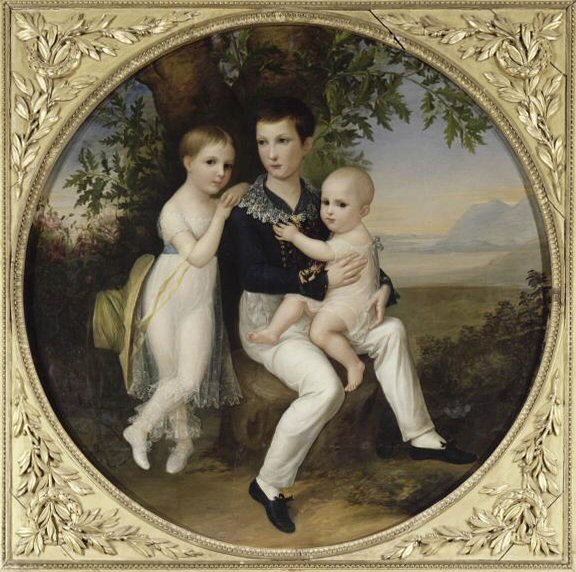
I figli di Girolamo Bonaparte, di Michel Ghislain Stapleaux, Palazzo Fesch a Ajaccio

Girolamo, dalle due mogli legittime ebbe quattro figli:
Da Elisabetta Patterson:
- Girolamo Napoleone (1805 – 1870)[4]

Da Caterina di Württemberg:
- Girolamo Napoleone Carlo Federico (1814 – 1847)
- Matilde (1820 – 1904), detta "la principessa Matilde", andata sposa nel 1840 al principe di San Donato, Anatole Demidoff (1813 – 1870, i due si separarono sette anni dopo)
- Napoleone Girolamo Giuseppe Carlo (1822 – 1891), detto Plon Plon; sposò nel 1859 Maria Clotilde di Savoia, contessa di Moncalieri e figlia primogenita di Vittorio Emanuele II di Savoia re d'Italia

Nel 1840 sposa Giustina Pecori-Suarez.
Al di fuori dei matrimoni ebbe:
- dalla moglie dell'ufficiale francese Jean-Jacques Lagarde, Adélaïde Mélanie Denizot:[5]
  - Félicité-Mélanie Adélaïde Legarde (1803 – 1876), che sposò il barone Carl von Schlotheim (1796 – 1869) e dal quale ebbe quattro figli
- Durante le sue frequenti permanenze estive nei territori del Fermano, (dove fece edificare su progetto dell'Aleandri una villa), ebbe, da una donna del posto: 
  - Paolina Leoni[3] (Bonaparte), che chiamò come la sua più celebre sorella. Paolina sposerà il Marchese Giuseppe Ignazio Trevisani di Francavilla d'Este, già senatore del Regno d'Italia, dal quale si separerà per andare a vivere alla corte imperiale delle Tuileries dal cugino Napoleone III.
- dalla contessa Diana Waldner von Freundstein (1788 – 1844), sposata a Guglielmo Rabe von Pappenheim:[6]
  - Jeromée Catharina Jenny Rabe von Pappenheim (1811 – 1890), sposata a Werner von Gunsted (1813-1864)[7], nonna della scrittrice e femminista Lily Braun (1865 – 1916)
  - Marie Pauline von Schönfeld (1813 – 1873), dal 1832 suora (mère Marie de la Croix)[8] nel convento agostiniano des Oiseaux (congrégation de Nôtre Dame) a Parigi, rue de Sèvres, edificio oggigiorno non più esistente.[9]

## Ascendenza
|                                     |                            |                                | Genitori                         |  |  | Nonni |  |  | Bisnonni                     |  |  | Trisnonni           |  |
|                                     |                            |                                |                                  |  |  |       |  |  | Sebastiano Nicola Buonaparte |  |  | Giuseppe Buonaparte |  |
|                                     |                            |                                |                                  |  |  |       |  |  | Sebastiano Nicola Buonaparte |  |  | Giuseppe Buonaparte |  |
|                                     |                            | Maria Bozzi                    |                                  |  |  |       |  |  | Sebastiano Nicola Buonaparte |  |  |                     |  |
| Giuseppe Maria Buonaparte           |                            |                                |                                  |  |  |       |  |  | Sebastiano Nicola Buonaparte |  |  |                     |  |
|                                     |                            | Maria Anna Tusoli di Bocagnano | Carlo Tusoli di Bocagnano        |  |  |       |  |  |                              |  |  |                     |  |
|                                     |                            | Maria Anna Tusoli di Bocagnano | Carlo Tusoli di Bocagnano        |  |  |       |  |  |                              |  |  |                     |  |
|                                     |                            | Maria Anna Tusoli di Bocagnano | Isabella Tusoli                  |  |  |       |  |  |                              |  |  |                     |  |
| Carlo Maria Buonaparte              |                            | Maria Anna Tusoli di Bocagnano |                                  |  |  |       |  |  |                              |  |  |                     |  |
|                                     |                            | Giuseppe Maria Paravicini      | Francesco Maria Paravicini       |  |  |       |  |  |                              |  |  |                     |  |
|                                     |                            | Giuseppe Maria Paravicini      | Francesco Maria Paravicini       |  |  |       |  |  |                              |  |  |                     |  |
|                                     |                            | Giuseppe Maria Paravicini      | Geronima Baciocchi               |  |  |       |  |  |                              |  |  |                     |  |
| Maria Saveria Paravicini            |                            | Giuseppe Maria Paravicini      |                                  |  |  |       |  |  |                              |  |  |                     |  |
|                                     |                            | Maria Angela Salineri          | Angelo Agostino Salineri         |  |  |       |  |  |                              |  |  |                     |  |
|                                     |                            | Maria Angela Salineri          | Angelo Agostino Salineri         |  |  |       |  |  |                              |  |  |                     |  |
|                                     |                            | Maria Angela Salineri          | Francetta Merezano               |  |  |       |  |  |                              |  |  |                     |  |
| Girolamo Bonaparte, Re di Vestfalia |                            | Maria Angela Salineri          |                                  |  |  |       |  |  |                              |  |  |                     |  |
|                                     | Giovanni Agostino Ramolino | Giovanni Girolamo Ramolino     |                                  |  |  |       |  |  |                              |  |  |                     |  |
|                                     | Giovanni Agostino Ramolino | Giovanni Girolamo Ramolino     |                                  |  |  |       |  |  |                              |  |  |                     |  |
|                                     | Giovanni Agostino Ramolino | Maria Letizia Boggiani         |                                  |  |  |       |  |  |                              |  |  |                     |  |
| Giovanni Geronimo Ramolino          | Giovanni Agostino Ramolino |                                |                                  |  |  |       |  |  |                              |  |  |                     |  |
|                                     |                            | Angela Maria Peri              | Andrea Peri                      |  |  |       |  |  |                              |  |  |                     |  |
|                                     |                            | Angela Maria Peri              | Andrea Peri                      |  |  |       |  |  |                              |  |  |                     |  |
|                                     |                            | Angela Maria Peri              | Maria Maddalena Colonna d'Istria |  |  |       |  |  |                              |  |  |                     |  |
| Maria Letizia Ramolino              |                            | Angela Maria Peri              |                                  |  |  |       |  |  |                              |  |  |                     |  |
|                                     |                            | Giuseppe Maria Pietrasanta     | Giovanni Antonio Pietrasanta     |  |  |       |  |  |                              |  |  |                     |  |
|                                     |                            | Giuseppe Maria Pietrasanta     | Giovanni Antonio Pietrasanta     |  |  |       |  |  |                              |  |  |                     |  |
|                                     |                            | Giuseppe Maria Pietrasanta     | Paola Brigida Sorba              |  |  |       |  |  |                              |  |  |                     |  |
| Angela Maria Pietrasanta            |                            | Giuseppe Maria Pietrasanta     |                                  |  |  |       |  |  |                              |  |  |                     |  |
|                                     |                            | Maria Giuseppa Malerba         | Ignazio Malerba                  |  |  |       |  |  |                              |  |  |                     |  |
|                                     |                            | Maria Giuseppa Malerba         | Ignazio Malerba                  |  |  |       |  |  |                              |  |  |                     |  |
|                                     |                            | Maria Giuseppa Malerba         | …                                |  |  |       |  |  |                              |  |  |                     |  |
|                                     |                            | Maria Giuseppa Malerba         |                                  |  |  |       |  |  |                              |  |  |                     |  |

## Titoli e trattamento
- 1784 - 1807: Monsieur Girolamo Bonaparte
- 1807 – 1813: Sua maestà, il Re di Vestfalia
- 1813 – 1814: Sua altezza imperiale, il principe Girolamo, principe francese
- 1816 – 1860: Sua altezza, il Principe di Monfort
- 1853 – 1860: Sua altezza imperiale, il principe Girolamo, principe francese, principe di Monfort